# Colonia Santa Lucía, Morelos
Colonia Santa Lucía är en ort i Mexiko.   Den ligger i kommunen Yautepec och delstaten Morelos, i den sydöstra delen av landet, 60 km söder om huvudstaden Mexico City. Colonia Santa Lucía ligger 1 270 meter över havet och antalet invånare är 133.
Terrängen runt Colonia Santa Lucía är kuperad norrut, men söderut är den platt. Runt Colonia Santa Lucía är det mycket tätbefolkat, med 1 056 invånare per kvadratkilometer. Närmaste större samhälle är Jiutepec, 17,2 km väster om Colonia Santa Lucía. Omgivningarna runt Colonia Santa Lucía är en mosaik av jordbruksmark och naturlig växtlighet.